# Полубояров Павло Павлович
Павло́ Па́влович Полубоя́ров (рос. Павел Павлович Полубояров; 3 (16) червня 1901 — 17 вересня 1984) — радянський воєначальник, учасник Другої світової війни, маршал бронетанкових військ (1962). Герой Радянського Союзу (1945).

## Біографія
Народився 3 (16) червня 1901 року в місті Тула в родині ремісника. Росіянин. Закінчив міське училище. Працював обліковцем, згодом — різноробом на одному з тульських заводів.
У 1917—1918 роках обирався членом правління, завідувачем трудовими дружинами в Тулі. В листопаді 1919 року добровільно вступає до лав РСЧА. У 1920 році закінчує Тульські піхотні командні курси й того ж року — Школу вищого командного складу автоброневих частин РСЧА. Член РКП(б) з 1920 року.
З жовтня 1920 по жовтень 1922 року — командир важкого танку 6-го окремого танко-автоброневого загону. Брав участь у придушенні антибільшовицьких повстань на Південному Уралі.
З жовтня 1922 по вересень 1926 року навчався у Ленінградській Військово-броневій школі. З вересня 1926 року — командир взводу 3-го автомотополку (Харків), з жовтня 1927 року — командир навчального взводу бронемашин 12-го автоброньового дивізіону (Бердичів), з грудня 1929 року — командир автоброньового дивізіону 45-ї стрілецької дивізії (Київ).
У квітні-листопаді 1931 року навчався на курсах у Казані. З листопада 1931 року — начальник штабу навчального танкового полку (Київ).
У травні 1932 року переведений до штабу Українського військового округу. Обіймав посади помічника начальника сектора бойової підготовки автобронетанкових військ, начальника 1-го сектора автобронетанкових військ.
З листопада 1934 по листопад 1938 року — слухач Військової академії механізації і моторизації РСЧА імені Й. Сталіна. З листопада 1938 по червень 1940 року — начальник автобронетанкових військ Забайкальського військового округу. Брав участь у бойових діях на Халхин-Голі.
З червня 1940 року — заступник командувача 17-ю армією Забайкальського ВО, з січня 1941 року — начальник автобронетанкового управління Ленінградського військового округу, з березня того ж року — начальник автобронетанкового управління Прибалтійського особливого військового округу.
Учасник німецько-радянської війни з червня 1941 року. З червня 1941 по березень 1942 року — начальник автобронетанкових військ Північно-Західного фронту. У березні-серпні 1942 року — заступник командувача Калінінським фронтом з танкових військ.
7 серпня 1942 року за особистим проханням призначений командиром 17-го танкового корпусу Воронезького, а згодом — Південно-Західного фронту. У січні 1943 року корпус був перейменований у 4-й гвардійський танковий корпус. під керівництвом П. П. Полубоярова корпус пройшов бойовий шлях від Дону до Берліна і Праги.
По закінченні війни продовжив військову службу. З квітня 1946 по березень 1949 року — командувач 5-ю гвардійською танковою армією (з липня 1946 року — механізованою).
З березня 1949 — перший заступник, з травня 1953 року — заступник командувача бронетанковими і механізованими військами Червоної армії. З січня 1954 року — заступник начальника, з травня 1954 року — начальник бронетанкових військ Червоної армії. З січня 1961 по травень 1969 року — начальник танкових військ Червоної армії.
З травня 1969 й до кінця життя — військовий інспектор-радник групи генеральних інспекторів МО СРСР.
Обирався депутатом Верховної Ради РРФСР та Верховної Ради Білоруської РСР, депутатом Ленінградської міської ради. Член ЦК КП Білорусі.
Мешкав у Москві, де й помер 17 вересня 1984. Похований на Новодівочому цвинтарі.

## Нагороди і почесні звання
Указом Президії Верховної Ради СРСР від 29 травня 1945 року за вміле управління частинами корпусу під час оволодіння містом Дрезден та виявлені при цьому мужність і героїзм, генерал-лейтенантові Полубоярову Павлу Павловичу присвоєне звання Героя Радянського Союзу з врученням ордена Леніна і медалі «Золота Зірка» (№ 7313).
Нагороджений чотирма орденами Леніна, орденом Жовтневої революції, п'ятьма орденами Червоного Прапора, двома орденами Суворова 2-го ступеня, двома орденами Кутузова 2-го ступеня, двома орденами Червоної Зірки, орденом «За службу Батьківщині в Збройних Силах СРСР» 3-го ступеня, медалями та іноземними нагородами.

## Пам'ять
Ім'ям Павла Полубоярова названо вулиці в Москві та Наро-Фомінську Московської області.

## Твори
П. П. Полубояров є автором статей «Нагальні завдання танкістів» (1962), «Львівсько-Сандомирська операція» (1964), «Битва на Волзі» (1967), «Міцніше броні» (1969) та інших.